# (17150) 1999 JP109
A (17150) 1999 JP109 a Naprendszer kisbolygóövében található aszteroida. A LINEAR projekt keretében fedezték fel 1999. május 13-án.